# Pulo Lawang (Jeumpa)
Pulo Lawang is een bestuurslaag in het regentschap Bireuen van de provincie Atjeh, Indonesië. Pulo Lawang telt 588 inwoners (volkstelling 2010).